# Biệt hóa tế bào

Sự biến đổi theo chương trình của tế bào mầm thành loại tế bào có chức năng chuyên biệt được gọi là biệt hoá tế bào.

Trong sinh học phát triển, biệt hóa tế bào là quá trình trong đó một tế bào biến đổi từ một loại tế bào thành một loại khác. Phổ biến nhất thì tế bào sẽ biến đổi thành một loại chuyên biệt hơn. Sự biệt hóa xảy ra nhiều lần trong quá trình phát triển của một sinh vật đa bào khi nó biến đổi từ một hợp tử đơn giản thành một hệ thống phức tạp gồm mô và các loại tế bào. Sự biệt hóa tiếp tục diễn tiến tới khi tế bào gốc trưởng thành phân chia và tạo ra những tế bào con biệt hóa hoàn toàn trong quá trình sửa chữa mô và quá trình thay thế tế bào. Một số sự biệt hóa xảy ra nhằm đáp lại việc tiếp xúc với kháng nguyên. Sự biệt hóa làm thay đổi kích cỡ, hình thái, điện thế màng,  tiềm năng của tế bào, hoạt động trao đổi chất, và khả năng phản ứng với tín hiệu tế bào. Những thay đổi này phần lớn là do những sự biến đổi được kiểm soát ở mức độ cao trong biểu hiện gen và là đối tượng nghiên cứu của di truyền học biểu sinh. Với một số ngoại lệ, biệt hóa tế bào gần như không bao giờ liên quan đến một sự thay đổi trong chính chuỗi DNA. Do đó, những tế bào khác nhau có thể có những đặc điểm vật lý vô cùng khác nhau dù có chung một bộ gen (genome).